# Distretto di Sartu
Il distretto di Sartu (萨尔图区S, Sà'ěrtú QūP) è un distretto della Cina, situato nella provincia di Heilongjiang e amministrato dalla prefettura di Daqing.